# Colors Arti Multimediali
Colors Arti Multimediali era un'azienda sviluppatrice di videogiochi italiana, fondata nel 1994 a Bologna e attiva fino al 1999. Sviluppò molti giochi a basso budget per PC (MS-DOS e Windows) per il mercato italiano, pubblicati prevalentemente nelle edicole.

## Storia
Colors s.r.l. nacque a primavera 1994, con sede a Casteldebole di Bologna. Fu fondata da Ivan Venturi, che l'anno precedente aveva lasciato la Simulmondo, come socio di maggioranza, insieme a quattro soci di minoranza: uno era suo fratello maggiore Mirko Venturi e gli altri ex collaboratori di Simulmondo. Poco tempo dopo Mirko Venturi acquistò anche le quote degli altri soci di minoranza. Ivan Venturi assunse il ruolo di direttore di produzione.
L'azienda fece dall'inizio alcune scelte alternative, come quella di puntare al mercato delle edicole o di realizzare giochi di accompagnamento ad altri prodotti.
Colors si dava l'obiettivo della multimedialità del prodotto finale, cercando di integrare organicamente un'anima tecnico-softwaristica e un'anima specializzata nelle realizzazioni di grafica/creative.
Si voleva arricchire il medium del videogioco nella forma espressiva, rendendolo avventura interattiva, e per questo era necessaria un'interazione più qualificata con l'ambito editoriale, in particolare per soggetti e sceneggiature.
Colors avviò collaborazioni con realtà del mondo della produzione video e audio e dell'editoria. L'azienda comunque puntava all'autonomia gestionale e finanziaria: dopo aver realizzato un proprio software per produrre impianti grafici in maniera seriale, si mosse sul mercato proponendo progetti editoriali articolati e di largo respiro in vari settori.
I primi due progetti nel 1995 erano un platform chiamato Gas Gas, realizzato per una ditta di occhialeria, che ebbe successo nell'incrementarne le vendite nella linea ragazzi; e Neverworld, inizialmente previsto come ambientazione futuristica di una rivista cartacea multimediale con floppy disk allegato chiamata Raven (mai realizzata, ma poi uscì un videogioco di Neverworld).
Nel 1995-1996 ci fu una collaborazione con la rivista K per la realizzazione di un inserto periodico a cura di Colors sullo sviluppo di videogiochi.
A metà 1996 un progetto avanzato di Raven, evolutosi nel formato CD-ROM, era ancora in sviluppo.
Secondo Venturi, il progetto di Neverworld-Raven si rivelò troppo lungo e costoso e rischiò di mandare in fallimento l'azienda. L'impegno su di esso finiva per togliere risorse ad altri lavori su commissione, tra cui uno piuttosto grosso con la De Agostini.
L'idea di produrre una serie di videogiochi in edicola come editori venne infine abbandonata. Il progetto di Raven era costato molto, ma l'azienda sopravvisse e verso la fine del 1996 le cose non andavano proprio male.
In quel periodo nelle edicole italiane circolavano molti prodotti su CD-ROM di ogni tipo, dallo shovelware alle edizioni economiche di giochi famosi, e la Colors si dedicò alla realizzazione di videogiochi solo per conto terzi. Secondo Venturi i clienti di solito erano favorevolmente impressionati da come l'azienda riuscisse a sviluppare in tempi piuttosto rapidi dei videogiochi che, in proporzione al loro basso budget, erano notevoli.
Colors lavorò per almeno una dozzina di editori, tra cui Jackson Libri, Hobby & Work e simili, nonché molti piccoli editori che pubblicavano materiale di bassa qualità in edicola. Venturi sostiene che con le stesse cifre che questi di solito spendevano per realizzare prodotti di basso livello, la Colors riusciva bene o male a sviluppare un vero videogioco completo, con un'idea di fondo, trama, grafica 3D e doppiaggio.
Il suo principale motore grafico, quasi completamente basato sul Visual Basic, consentiva all'azienda di produrre rapidamente avventure 2D, ma realizzate con grafica 3D renderizzata. Furono sviluppati anche diversi titoli totalmente d'azione, strategici, o di simulazione. Invece il 3D generato in tempo reale fu approcciato solo verso la fine della vita dell'azienda, quando ormai era troppo tardi.
In totale, dal 1996 al 1998 fu sviluppata oltre una cinquantina di titoli, a suo dire tutti più o meno ideati e diretti da Ivan Venturi. Col tempo ci si concentrò sui videogiochi didattici o educativi; anche le avventure erano basate su un preciso spessore storico o scientifico, al quale si dedicava appositamente una persona della squadra, e il programma includeva sempre una sezione ipertestuale di consultazione.
Ad esempio si produssero i titoli sul robottino Byko per la Finson, giochi didattici per bambini di 6-10 anni sulla matematica o sull'italiano; o I maestri del gioco, serie di quattro CD-ROM per Clementoni e Paravia, realizzati in collaborazione con le loro redazioni.
Colors lavorò poi a molte produzioni non necessariamente videoludiche, come video in 3D per la pubblicità, illustrazioni 2D o 3D per la Henkel (per prodotti come le colle), video interattivi per macchine da luna park, CD-ROM di cataloghi aziendali, giochi di formazione per le banche, siti web, software di amministrazione.
L'apparato amministrativo dell'azienda era composto da Mirko Venturi e da un loro amico laureato in legge. Ivan Venturi era ideatore, direttore di produzione e commerciale primario, incaricato di presentare i progetti ai clienti e gestire i contatti produttivi. Tuttavia mancava un vero responsabile finanziario, e la cattiva gestione economica portò l'azienda al declino. Il fatturato di ogni titolo venduto era di 15-30 milioni di lire, ma le spese erano troppo elevate. Per compensare gli scarsi margini si avviavano molti progetti, anticipando sui futuri guadagni, ma l'accumulo di indebitamento e rischio non si resse a lungo. A inizio 1998 ci si rese conto della cattiva situazione, ma era difficile riorganizzarsi. Il colpo decisivo venne da un cliente che garantì l'acquisto di un certo numero di progetti, avviati dall'azienda, ma poi si tirò indietro. La Colors chiuse nel 1999.

## Videogiochi
Elenco, forse non esaustivo, dei giochi sviluppati da Colors Arti Multimediali (tra parentesi l'editore, dove noto):
- Alf Jonathan e il mistero dei Lacroix (Mondadori New Media), avventura con enigmi realizzati dalla società di giochi Cooperativa Un Sacco Alternativa. Doveva essere allegato a un'enciclopedia multimediale che non uscì, ma ne fu prodotta un'edizione in spagnolo edita dalla Mondadori spagnola
- Alf Jonathan in Egitto (Mondadori New Media), come sopra
- Anthropos
- Atlantide (AD Media), allegato alla rivista Interactive Games n. 2 (1997) e prima avventura grafica di Theo Mavik, un mite e grasso impiegato di fine '800 che si ritrova proiettato nel passato dai libri della sua biblioteca, in questo capitolo ad Atlantide. Dovrà salvare l'antica città da un misterioso arresto del tempo; la stirpe dei Manù gli spiega che è necessario trovare l'Altare del Tempo e inserirvi una specie di pila atomica per ripristinare il continuum.[10][11]. Molti personaggi sono doppiati da Dario Oppido[12]
- AtomKiller (MGE), CD con quattro videogiochi, tutti con lo stesso protagonista Atom in una Bologna cyberpunk
- Aztec (Tecniche Nuove), avventura su un giovane avvocato che si reca in Centroamerica per conto di una multinazionale, ma finisce in guai misteriosi
- Babylon (MGE), avventura psicologica-erotico-fantasy
- Battaglie Navali (Tecniche Nuove), gioco da tavolo ambientato nei Caraibi del XVII secolo
- Byko e i numeri (Finson), educativo per bambini
- Byko e le lettere (Finson), educativo per bambini 9-12 anni[13]
- I cavalieri del tempio
- Corsari (AD Media), simile a Battaglie Navali ma più di genere avventura. Si impersona Francis Drake, anche dal punto di vista gestionale e strategico[14]
- Dedalus (Gruppo Editoriale Futura), collana Futura Games,[15] parte della serie di Theo Mavik, ma con il suo pronipote Leopold Snooze come protagonista. È un'avventura ambientata nella Cnosso mitologica, dove si deve salvare la figlia del faraone, Ankhesenamon, dal labirinto del Minotauro. Snooze e altri personaggi sono doppiati da Dario Oppido[16]
- Il dizionario del cinema
- Ecocittà (Clementoni/Paravia), collana I maestri del gioco[17]
- Ecopoli (Clementoni/Paravia), collana I maestri del gioco, più di 100 giochi didattici mirati sui programmi ministeriali
- Ego: la leggenda del drago distruttore (Jackson Libri), avventura/strategia nei panni del drago
- Feud
- Gas Gas, platform per una ditta di occhiali
- Il giardino dell'ABC
- Giochi di carte
- Highlanders
- Inside the Animals versioni Condor, Puma e Crotalo (Tecniche Nuove), realizzato in collaborazione con la facoltà di zoologia dell'Università di Bologna, simulazione della vita dell'animale
- In vacanza con Sylvia (Edi.Progress), n. 1 (aprile 1997) di K Games, una costola della rivista K; avventura in cui si deve sedurre la bella Sylvia su un'isola tropicale[18]
- Julius in Battleland
- Matematica al Luna Park (Clementoni/Paravia), collana I maestri del gioco
- Medioevo (Tecniche Nuove), avventura su una squadra di personaggi immortali, ambientata nel 999
- Micro Rangers nel corpo umano (Tecniche Nuove), avventura ambientata all'interno del corpo umano, con una parte di sparatutto 3D nel sistema circolatorio. Rivolto soprattutto ai più piccoli, include anche una mini enciclopedia multimediale di anatomia.[19]
- Micro Rangers sul pianeta Alphanum (Tecniche Nuove)[20]
- Micro Rangers e le olimpiadi di Micronia
- Missione logica (Clementoni/Paravia), collana I maestri del gioco
- Montezuma (Tecniche Nuove), seguito di Aztec, completamente prodotto e venduto all'editore ma apparentemente mai uscito
- Nefertiti (AD Media), allegato alla rivista Interactive Games n. 4 (1998), seconda avventura della serie di Theo Mavik. Questa volta viene catapultato nell'antico Egitto, dove dovrà salvare Nefertiti, che è preda di un male oscuro a causa di una congiura. Mavik è doppiato da Dario Oppido[21]
- Neverworld (Peruzzo Informatica), avventura fantascientifica; sarebbe dovuto essere l'inizio della collana autopubblicata Raven, poi abbandonata[5][22]
- La pappaconda e la coscienza ecologica (Tecniche Nuove), educativo sui problemi ecologici con un buffo animale protagonista
- La pappaconda - The English Game (Tecniche Nuove), educativo sull'inglese con un buffo animale protagonista
- Le piramidi della Luna
- Quetzalcoatl (Tecniche Nuove), seguito di Aztec, completamente prodotto e venduto all'editore ma apparentemente mai uscito
- Rinascimento (Tecniche Nuove), avventura della serie Avatar, su una squadra di personaggi immortali, ambientata nella Firenze medicea
- SaperBene 2000 (De Agostini), serie di giochi didattici per l'omonima enciclopedia
- Soccer Manager, manageriale di calcio con una prima parte di avventura in cui si risolvono i guai della squadra e dei calciatori. Un altro manageriale simile fu prodotto per la rivista Internet news
- Teo Mavik nella Firenze del Magnifico (AD Media), o Lorenzo il Magnifico nel menù iniziale, allegato alla rivista Interactive Games n. 5 (1998), terza avventura della serie di Teo Mavik e ultima con lui come protagonista. Si ritrova a Firenze ai tempi di Lorenzo il Magnifico. Dopo aver sventato una rapina ai danni di Benedetto Dei, Teo viene introdotto da questi nella società fiorentina, tra artigiani e personaggi illustri, incluso il Magnifico, e deve trovare il modo di tornare nella sua epoca. Oltre al gioco è disponibile un ipertesto di informazioni storiche.[23][24][25]
- La spada della foresta vivente (Jackson Libri), avventura fantasy
- La storia del III Reich